# Мухин, Николай Федосеевич
Никола́й Федосеевич Мухин (1868—1919) — российский богослов и историк церкви, экзегет, преподаватель, научный писатель.
Окончил Киевскую духовную академию, где с 1893 года был преподавателем на кафедре гражданской истории. Главные его труды: «Киево-Братский училищный монастырь» (Киев, 1893); «Послание св. апостола Павла к Колоссянам» (там же, 1897, магистерская диссертация; в этой обширной работе содержится множество сведений по топографии и истории Колоссы, а также подробностям основания там христианской церкви); «Состояние Палестины и Финикии в XV веке до нашей эры в связи с вопросом об успехах изучения древнеисторического Востока в XIX столетии» («Труды Киевской духовной академии», 1899, затем отдельно); «Голос тевтона о славяно-русском деле: [Критич. обзор статьи проф. А. Брикнера „Правда о славянских апостолах и их деятельности“]» (Киев, 1903); «Магия и колдовство у ассиро-вавилонян» («Труды Киевской духовной академии», 1905, затем отдельно), «Отношение христианства к рабству в Римской империи» (Киев, 1916).